# Rede Pampa de Comunicação
A Rede Pampa de Comunicação, anteriormente Rede Riograndense de Emissoras, é um conglomerado de mídia brasileiro sediado em Porto Alegre, RS, que foi criado pelo empresário Otávio Dumit Gadret em 1977. Atualmente, o grupo é o segundo maior do Rio Grande do Sul em número de veículos (4 emissoras de televisão, 18 emissoras de rádio e 1 portal de notícias), perdendo apenas para o Grupo RBS. Em 2020 venceu o Prêmio Press em três categorias, melhor programa de televisão,  com Atualidades Pampa, e melhor programa de rádio, com o programa Dupla em Debate, da Rádio Grenal, de forma consecutiva pelo segundo ano. E também  na categoria Estagiário do Ano, com Bárbara Assmann, da TV Pampa.

## Empresas

### Televisão
- Rede Pampa
  - TV Pampa Porto Alegre
  - TV Pampa Sul
  - TV Pampa Norte
  - TV Pampa Centro

### Rádio
- 104 FM (segmento sertanejo)
- Rádio Caiçara (segmento popular)[4]
- Continental FM (segmento adulto contemporâneo)
- Rádio Eldorado (segmento popular)
- Rádio Grenal (segmento esportivo)[4]
- Rádio Liberdade (segmento nativista)
- Rádio Pampa (segmento jornalístico)[4]